# Lavocatisaurus
Lavocatisaurus (лат.) — род завроподных динозавров из семейства реббахизаврид (Rebbachisauridae), живших во времена раннемеловой эпохи (апт — альб) на территории современной северной Патагонии, Аргентина. Данный ящер был растительноядным, четвероногим, имел характерное для всех завропод строение тела (длинные шея и хвост, маленькая голова).

## Описание
Lavocatisaurus — завропод среднего размера, один из немногих динозавров, найденных в аргентинской {формации Райосо (Rayoso Formation). Данный динозавр известен по практически полным остаткам нескольких детёнышей и взрослой особи. В настоящее время окаменелости взрослой особи находятся на стадии подготовки, описанные остатки принадлежат детёнышам. Голова Lavocatisaurus была удлинённой, и напоминала по форме голову диплодока. Окаменелости черепа хорошо сохранились, и особенности их строения подтверждают догадки о том, что Lavocatisaurus, как и некоторые другие завроподы, имели клювоподобный кератиновый чехол на передней части рта.

## Систематика
Филогенетический анализ (Canudo et al., 2018) показал, что Lavocatisaurus является базальным представителем семейства Rebbachisauridae. Его определили как сестринский таксон клады Khebbashia, включающей в себя подсемейства Rebbachisaurinae и Limaysaurinae.